# Арктик ЗПГ 2
Арктик ЗПГ 2 (англ. Arctic LNG 2) — завод з виробництва зрідженого природного газу, що споруджується на Гиданському півострові (північ Тюменської області Росії), розробляється компанією Новатек.

## Основне виробництво
Сировинною базою заводу є супергігантське Утрєннєє (первісно Салманівське) нафтогазоконденсатне родовище. Проєкт передбачає спорудження трьох технологічних ліній потужністю по 6,6 млн.т ЗПГ на рік, крім того, мають продукувати 1,6 млн тонн стабільного газового конденсату.
Родовище розташоване у регіоні з суворими кліматичними умовами, проте поряд зі східним узбережжям Обської губи. Як наслідок, обрали варіант із розміщенням ліній зрідження на плавучих гравітаційних основах. Будівництво зазначених залізобетонних основ та монтаж на них модулів основного обладнання відбувається у створеному в Мурманську Центрі будівництва багатотоннажних морських споруд, який може одночасно працювати з двома основами. Кожна гравітаційна основа для «Арктик ЗПГ 2» має довжину 330 м, ширину 152 м, висоту 90 м та важить 640 тис тонн.
В 2021 році судно GPO Grace доправило з китайського порту Сушань ряд модулів для Арктик ЗПГ, а в серпні 2023 року гравітаційну основу з першою лінією вивели з Мурманська по повели на буксирі до місця призначення. В Обській губі її опустили на майданчик, раніше підготований за допомогою належних голландській компанії Boskalis ківшевого земснаряду Nordic Giant та судна для підводного вирівнювання грунту Arctic Scradeway. Хоча в березні 2022-го після агресії Росії проти України та пов'язаних з цим санкцій Boskalis оголосила про зупинку виконання контракту, проте зазначені сипеціалізовані судна були арештовані російською владою та продовжили роботи. Наприкінці 2023-го перша основа була вже встановлена на своє місце, а технологічне обладнання першої лінії видало пробну партію ЗПГ.
Звільнення однієї з будівельних ліній дозволило розпочати восени 2023 року спорудження в Мурманську третьої гравітаційної основи. На той момент готовність другої лінії оцінювалась у понад 80 %, на ній вже було змонтовано 6 із 14 модулів.

Робочий причал Утрєннєго родовища

Схема енергозабезпечення заводу також була суттєво змінена після введення санкцій, які завадили отриманню обладнання від компанії Baker Hughes. Наразі планується спорудити на Гидані потужну газотурбінну електростанцію з використанням китайського обладнання.
Ще одним інфраструктурним компонентом проєкту став аеропорт Утрєнній, який почав роботу в 2021 році.

## Вивіз продукції
Відправка газових танкерів здійснюватиметься зі спеціально спорудженого в Обській губі терміналу Утрєнній, який організаційно належить до порту Сабетта (почав роботу в середині 2010-х для обслуговування розташованого на протилежному березі затоки заводу зі зрідження Ямал ЗПГ).
Створення підхідного каналу та акваторії терміналу Утрєнній потребувало вибірки 26 млн м3 грунту, що дозволяло створити судовий хід з глибиною 15 м. Ще більші обсяги вибірки — біля 60 млн м3 — були потрібні для реконструкції морського каналу, спільного для Утрєннєго та Сабетти. Канал довжиною біля півсотні кілометрів потрібно було розширити з 295 до 573 м.
Для першої днопоглиблювальної кампанії, що припала на 2019 рік, через бельгійську компанію DEME залучили фрезерний земснаряд «Amazone» та землесосні снаряди «Reynaert», «Breydel» та «Shoreway». В 2020-му роботи виконували вже не менше восьми земснарядів — фрезерний «Athena» та землесосні «Uilenspiegel», «Meuse River», «Congo River», «Breughel», «Breydel», «Artevelde» і «Lelystad». Третя масштабна кампанія припала на 2021 рік, при цьому задіяли вісім землесосних снарядів (зокрема, «Uilenspiegel», «Meuse River», «Bonny River», «Scheldt River», «Pearl River» та «Lange Wapper»). Враховуючи суворі кліматичні умови, роботи можливо було провадити лише в другій половині літа та осінню.
Також для захисту акваторії терміналу від дрейфуючого льоду запроєктували дві бетонні стінки завдовжки 3,1 км та 1,3 км. Для їх спорудження було потрібно 5759 паль діаметром від 1,4 та довжиною від 22 до 52 м. Зверху палі стягнуті бетонним оголовком.
Спеціально для проєкту замовили серію газовозів льодового класу ARC7, з яких 6 має постачити південнокорейська верф Hanwha Ocean, а 15 російський завод «Звезда». Поставки цих суден залежать від продовження санкцій проти Росії.

## Учасники проєкту
«Арктик ЗПГ 2» споруджує консорціум у складі «Новатеку» (60 %), французької Total, китайських CNPC та CNOOC і японської Japan Arctic LNG (всі по 10 %). Учасниками Japan Arctic LNG є Mitsui (25 %) та JOGMEC (75 %).
В 2022 році Total оголосила форс-мажор щодо проєкту та анонсувала списання вкладень у нього.

## Санкції
2 квітня 2024 року агентство Reuters повідомило, що «Новатек» фактично призупинив виробництво на проєкті «Арктик ЗПГ 2» через запроваджені санкції та нестачу танкерів. Підприємство лише рециркулює вже видобутий газ. На грудень 2023 року, через введені санкції у зв'язку з вторгненням Росії в Україну, іноземні компанії заморозили участь у проєкті.
У серпні 2024 року США розширили санкції проти РФ, під санкції потрапила й ТОВ «Екропромстрой», дочірня компанія Новатеку, якій передано 40 % ТОВ «Арктик СПГ-2».
У вересні Індія відмовилася купувати російський газ із проекту «Арктик СПГ 2».
25 жовтня 2024 року, за повідомленням агентства Bloomberg, російський завод «Арктик ЗПГ 2» припинив скраплення природного газу, оскільки західні заборони обмежують його можливості відвантажувати і продавати вантажі.
У листопаді 2024 року проект скоротив виробництво скрапленого газу на 90 % через санкції.
26 грудня 2024 року, танкер «Pioneer», що перевозив партію російського ЗПГ, розпочав вивантаження палива в плавуче сховище «Коряк» на Камчатці. Росія не знайшла покупця, готового обійти обмеження США, незважаючи на чотиримісячну подорож по всьому світу. Тривала подорож танкера підкреслює, як обмеження США заважають планам Москви щодо розширення експорту ЗПГ утричі до 2030 року. У листопаді 2023 року Помічник держсекретаря США з питань енергетики Джеффрі Паєтт заявляв, що Вашингтон має за меті «задушити» цей російський проект.